# Barsac excurva
Barsac excurva är en insektsart som beskrevs av Fletcher 1988. Barsac excurva ingår i släktet Barsac och familjen Flatidae. Inga underarter finns listade i Catalogue of Life.